# Isma López
Ismael López Blanco, conosciuto anche come Isma López (Pamplona, 29 gennaio 1990), è un ex calciatore spagnolo, di ruolo difensore.

## Carriera

### Club

#### Gli inizi
Dopo aver giocato per alcuni anni nei settori giovanili di Osasuna ed Athletic Bilbao nel 2007 gioca la sua prima stagione in prima squadra, nel Bilbao Athletic, squadra riserve dell'Athletic Bilbao. In seguito gioca per un anno nella squadra riserve del Real Saragozza e per un anno al Lugo nella terza serie spagnola.

#### Athletic Bilbao
Nella stagione 2012-2013 torna all'Athletic Bilbao, con cui firma un contratto di due anni con una clausola rescissoria di 30 milioni di euro. Nel corso della stagione, gioca 8 partite nella massima serie spagnola; nella stessa stagione segna anche una doppietta in Europa League, l'8 agosto 2012, nella partita dei preliminari vinta per 3-1 contro i croati del Nogometni klub Slaven Belupo Koprivnica. Dopo essere sceso in campo anche nella partita di ritorno, gioca anche 6 partite nella fase a gironi di Europa League, senza mai segnare.
Nell'estate 2013 passa, con la formula del prestito, allo Sporting Gijón, in Segunda División.

### Nazionale
Ha giocato diverse partite amichevoli sia con l'Under-17 che con l'Under-19; nel 2007 ha vinto l'Europeo Under-17, e nello stesso anno è arrivato in finale nei Mondiali Under-17.